# Cyanthera glossodioides
Cyanthera glossodioides är en orkidéart som beskrevs av Stephen Donald Hopper och Andrew Phillip Brown. Cyanthera glossodioides ingår i släktet Cyanthera, och familjen orkidéer. Inga underarter finns listade i Catalogue of Life.